# Konstantin Nikołajew (polityk)
Konstantin Kuźmicz Nikołajew (ros. Константин Кузьмич Николаев, ur. 19 maja?/1 czerwca 1910 w Masalsku, zm. 25 maja 1972 w Moskwie) – radziecki polityk, członek KC KPZR (1966-1971).

## Życiorys
Pracował jako nauczyciel i kierownik szkoły, był przewodniczącym zarządu związku spożywców w powiecie masalskim. Od 1930 pracował w księgowości rady miejskiej w Swierdłowsku, po kursach sanitarno-technicznych studiował w Uralskim Instytucie Budowlanym, przemianowanego w 1934 na Uralski Instytut Przemysłowy. Od 1936 inżynier i pracownik naukowy tego instytutu, zastępca dziekana wydziału budowlanego, w marcu 1940 przyjęty do WKP(b), w maju-sierpniu 1941 sekretarz biura partyjnego instytutu. Od sierpnia 1941 w Komitecie Miejskim WKP(b) w Swierdłowsku, kierownik wydziału inżynierii, od marca 1944 I sekretarz Lenińskiego Komitetu Rejonowego WKP(b) w Swierdłowsku. Od listopada 1946 zastępca przewodniczącego Obwodowego Komitetu Wykonawczego w Swierdłowsku, decyzją Biura Politycznego KC WKP(b) z 2 grudnia 1948 mianowany przewodniczącym tego Komitetu Wykonawczego od dnia 25 lutego 1949 (do 28 kwietnia 1962). Od 28 kwietnia 1962 do 6 stycznia 1971 I sekretarz Komitetu Obwodowego KPZR w Swierdłowsku, równocześnie od 18 grudnia 1962 do 15 stycznia 1963 przewodniczący Biura Organizacyjnego tego Komitetu ds. produkcji przemysłowej. Od 31 października 1961 do 29 marca 1966 zastępca członka, a od 8 kwietnia 1966 do 30 marca 1971 członek KC KPZR. Od października 1971 do śmierci docent katedry gospodarki wodnej i technologii wodnej Uralskiego Instytutu Politechnicznego. Deputowany do Rady Najwyższej ZSRR od 3 do 8 kadencji i Rady Najwyższej Rosyjskiej FSRR 2 kadencji. Delegat na XIX, XX, XXI, XXII i XXIII Zjazdy WKP(b)/KPZR.

## Odznaczenia
- Order Lenina (trzykrotnie - 1958, 1966 i 1970)
- Order Czerwonego Sztandaru Pracy (dwukrotnie - 1957 i 1960)
- Medal „Za ofiarną pracę w Wielkiej Wojnie Ojczyźnianej 1941–1945” (1945)
- Medal „Za pracowniczą dzielność” (1959)
- Medal 100-lecia urodzin Lenina (1969)